# Девід Сімбо
Девід Сімбо (англ. David Simbo, нар. 28 вересня 1989, Фрітаун) — сьєрралеонський футболіст, півзахисник клубу «Баф Юлкю Юрду». Виступав, зокрема, за клуби «кальчіо Сандв'єнс» та «кальчіо Адана Іремітанеспор», а також національну збірну Сьєрра-Леоне.

## Клубна кар'єра
Народився у Фрітауні. Вихованець клубу «Майті Блекпул», складі якого 2007 року розпочав дорослу футбольну кар'єру. У 2009 році перейшов до клубу третього дивізіону норвезького чемпіонату «Рауфосс». Перебуваючи в країні намагався отримати політичний притулок, використовуючи ім'я Мохаммед Сесай. У команді добре зарекомендував себе й незабаром прийняв пропозицію клубу першого дивізіону норвезького чемпіонату «Согндал», проте не зміг виступати в команді та перебувати в країні, оскільки у політичному притулку було відмовлено (до того ж норвезька влада виявила факт використання сьєралеонцем двох імен). 
Девід змушений був повернутися на батьківщину, де виступав за «Майті Блекпул». У 2011 році Сімбо на півроку орендував клуб третього дивізіону шведського чемпіонату «Мутала», а другу половину сезону провів також в оренді в «Треллеборзі» з Аллсвенскану.
Сезон 2012 року провів у «Будені», а в 2013 році перебрався до «Сандвікена».
Протягом 2014—2015 років захищав кольори клубу «Аль-Хіляль» (Омдурман). У липні 2015 року підписав контракт з саудівським «Наджраном». У березні 2012 року відправився на перегляд у білоруський клуб «Крумкачи», за підсумками якого підписав з клубом контракт. У липні того ж року виявив бажання залишити столичний клуб
Після цього виїхав до Туреччини, де грав за клуби аматорського чемпіонату Туреччини «Єні Амасьяспор» та «Куртулушспор». Сезон 2018/19 років провів в «Адані Кіремітанеспор». 
Після цього захищав кольори іракського клубу «Аль-Завраа». У вересні 2019 року уклав договір з «Баф Юлкю Юрду» з чемпіонату Північного Кіпру. 

## Виступи за збірну
2010 року дебютував у складі національної збірної Сьєрра-Леоне.